# مكتبة ومتحف الأرمن الأمريكي
مكتبة ومتحف الأرمن الأمريكي ، (بالإنجليزية: Armenian Library and Museum of America)‏ والتي تقع في وترتاون ، ماساتشوستس ، الولايات المتحدة ، هي مؤسسة تحوي أكبر مجموعة من المشغولات الحرفية الأرمنية في أمريكا الشمالية.

## نظرة تاريخية
عام 1971 ، مُتنبِّهين إلى تزايد فقدان وخراب الكتب والمشغولات اليدوية الأرمنية التي جلبها المهاجرون من أرمينيا إلى أمريكا، تعاونت مجموعة موهوبة من أرمن الولايات المتحدة في بوسطون لإنشاء هذا المتحف في محاولة لجمع هذه الكتب والمشغولات والحفاظ عليها. ومن بداية متواضعة اقتصرت على غرفتين بالإيجار عام 1972 في دار الأبرشية في بلدة بلمونت، توسَّع المتحف فاحتلّ الدور السفلي من كنيسة وترتاون بمساحة 370 م2 ، وفتح أبوابه للعامّة عام 1985.
و في عام 1988، استطاع المتحف شراء وإعادة تشكيل مبنييّ Coolidge Bank و Trust Building في وترتاون شارع 65. بعدما افتُتِح للعامّة كمكتبة ومتحف الأرمن تم تكريسه لذكرى Stephen P. Mugar وزوجته Marian G. Mugar.

## وصف المبنى
المبنى الحالي للمتحف ومكتبة أرمينيا الأمريكي هو مبنى من أربعة طوابق، إضافة إلى الدور السفلي، بمساحة 2.800 م2 . يحتل المتحف الدور السفلي بأكمله، الدور الأول والثاني، وغالبية الدور الثالث بينما تحتلّ المكتبة الدور الرابع. كما يضمّ المبنى مكاتب الولايات المتحدة التابعة لمشروع الشجرة الأرمني، إضافة إلى رابطة السيدات الأرمن العالمي ومشروع SAVE لأرشفة الصور الفوتوغرافية الأرمنية.

## مرافق المتحف
قاعة Bedoukian هي المعرض الرئيسي في المتحف. هناك العديد من المعارض الجانبية الأصغر وهناك معرض الفن المعاصر ومعرض فنون Terjenian-Thomas. معرض الفنون في الطابق الثالث. مرافق أخرى تشمل مكتبة البحث، المرسم، المكاتب، غرف الاجتماعات، قاعات المحاضرات، مدرَّج بـ220 مقعد ومتجر الهدايا.

## مجموعات المتحف
متحف الأرمن الأمريكي (جزء من مكتبة ومتحف الأرمن الأمريكي) يحوي مجموعة مشغولات يدوية أرمنية من أكبر المجموعات وأكثرها تنوّعًا خارج أرمينيا. يقوم المتحف بتغيير المعروضات للعامّة بشكل دائم وذلك لتقديم تجارب جديدة لمن يعود لزيارة المتحف ولعرض المحتويات المتنوعة في المجموعة. يحقق المتحف 14 عرضا كل عام في المتوسط. 
كمرجع للمنوقولات الموروثة، تعتبر هذه المجموعات الآن مصدرًا مهمًّا للدراسات الأرمنية، وللمحافظة على الإرث الأرمني وإبرازه. يعتبر متحف ومكتبة أرمينيا الأمريكي هو المتحف الأرمني المستقل الوحيد في مناطق الشتات، يتم تمويله فقط من خلال مساهمات فردية من الداعمين. يعزز طاقم المتحف الرباعي لجنة من الأمناء والمتطوعين.
المجموعات تشمل أكثر من 20.000 حرفة يدوية، تضمّ:
- عدد لا يحصى من المشغولات اليدوية من حقب ما قبل التاريخ، حقب أورارتو، قطع ذات مغزى ديني، سيراميك، تنوير العصور الوسطى وغيرها
- أكثر من 5.000 قطعة نقدية أرمنية من العصر القديم والعصور الوسطى
- أكثر من 3.000 قطعة نسيج، يحوي هذا المتحف واحدة من أكبر مجموعات النسيج الأرمني خارج أمرينيا. أمينة متحف المنسوجات المتمرّسة، Susan Lind-Sinanian، عملت في العديد من المؤسسات كمستشارة في النسيج. تُحفظ المنسوجات في بيئة جويّة مضبوطة في الدور السفلي من المتحف. كما أن هناك منسوجات مُصوَّرة ومفهرسة و موثقة.
- 930 كتاب نادر، و
- 170 سجادة أرمنية، العديد منها نُقشت في أرمينيا. كما تضمّ المجموعة تشكيلة Arthur T. Gregorian للسجاد الارمني المنقوش والتي تبرّع بها للمتحف عام 1992

## المكتبة
مكتبة الأرمن الأمريكية(جزء من مكتبة ومتحف الأرمن الأمريكي) هي حاضنة مكتبة Mersop Boyajian . تضم المكتبة أكثر من 26.000 من العناوين المفهرسة في مجال واسع من المواضيع الأرمنية. أقدمها غارابيد الإنجيل من عام 1207 ميلادي. تضم المكتبة واحدة من أكبر مجموعات الكتب المهمة على السجاد الشرقي، ومجموعة غنية استمرت حتى وقت مذابح الأرمن ، كما فيها عدد من المجلات الدورية.
كما تحتضن المكتبة مجموعة أبحاث Herbert Offen حول السجاد الشرقي، واحدة من أغنى المجموعات الأدبية حول السجاد الشرقي في الولايات المتحدة. باجرت عائلة Offen بإهداء سخيّ للمكتبة، تضمَّن كتبًا عن مجموعة Herbert Offen وتمويلًا لاقتناء أعمال أدبية جديدة حديثة النشر حول مجموعات السجاد والبُسُط.
تعمقت مجموعة Herbert Offen المكوَّنة من أكثر من 2.500 مجلد بتفاصيل أنواع البُسُط الشرقية وتطور مراحلها، كما شملت مواضيع أوسع متضمنةً المقتضيات الاجتماعية لتجميع البُسُط، رمزيّتها ونظريّتها، الاهتمام بها، وجماليّاتها، تجارة البُسُط وتسويقها، الهيكلية الاقتصادية والوطنية لإنتاج البُسُط، استخدامات البُسُط التاريخية والمعاصرة، ومنسوجات تاريخية أخرى ترتبط بالبُسُط.

## مجموعة روايات تاريخية محكيّة
في بداية عام 1970 باشرت مكتبة ومتحف الأرمن الأمريكي برنامجًا مكثّفًّا لإجراء مقابلات مع عدد من الناجين من مذبحة الأرمن، كلّهم أو جلّهم متوفّون حاليًّا. أشرطة التسجيلات الصوتية رقمية ومُعالجة لإزالة الضجيج. تحوي هذه المجموعة أكثر من 1.400 ساعة من روايات الأحداث التاريخية وهي تمثِّلُ مصدرًا خصبًا لبحوث العلماء.

## وصلات خارجية
- https://www.armenianmuseum.org/